# NGC 891
NGC 891 (również PGC 9031 lub UGC 1831) – galaktyka spiralna (Sb), znajdująca się w gwiazdozbiorze Andromedy w odległości około 30 milionów lat świetlnych. Została odkryta 6 października 1784 roku przez Williama Herschela. Galaktyka ta ma średnicę około 100 tysięcy lat świetlnych.

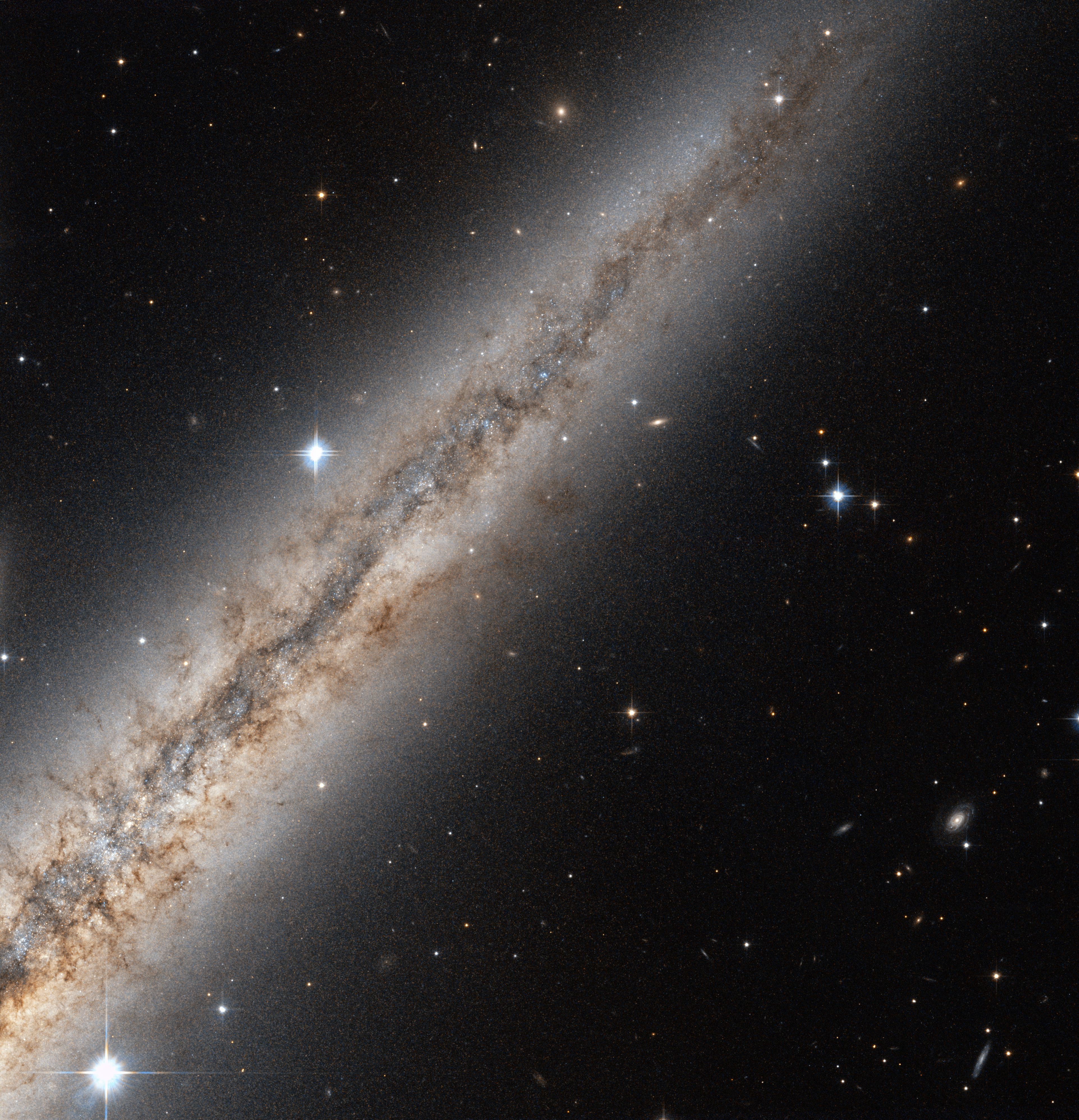
Zbliżenie dysku galaktyki, zdjęcie z Teleskopu Hubble’a

Galaktyka NGC 891 z naszej perspektywy jest oglądana niemal dokładnie wzdłuż swojej krawędzi. Ma ona płaski, cienki dysk galaktyczny z wyraźnie zaznaczonym jądrem ponad i poniżej obszarów ciemnego pyłu. Widoczne są w niej również młode gromady niebieskich gwiazd oraz charakterystyczne obszary, w których formują się nowe gwiazdy. Wzdłuż krawędzi NGC 891 widoczne są włókna pyłu, rozciągające się na setki lat świetlnych. Pyły te mogą być związane z wybuchami supernowych lub też intensywną aktywnością powstawania nowych gwiazd.
W galaktyce tej zaobserwowano supernową SN 1986J.